# Gurgy Baranyi
Gurgy Baranyi – węgierski szermierz.

## Życiorys
W ciągu swojej kariery zdobył srebrny medal na mistrzostwach świata w 1957 roku – w Paryżu.